# Coppa delle Coppe 1980-1981 (pallamano maschile)
La Coppa delle Coppe 1980-1981 è stata la 6ª edizione del torneo europeo di pallamano riservato alle squadre vincitrici delle coppe nazionali. È stata organizzata dall'International Handball Federation, la federazione internazionale di pallamano. La competizione è iniziata il 9 ottobre 1980  si è conclusa il 26 aprile 1981.
Il torneo è stato vinto dalla compagine tedesca del TUS Nettlestedt Lubecca per la 1ª volta nella sua storia.

## Risultati

### Primo turno
| Squadra 1            | Squadra 2           | Andata                         | Ritorno                        | Totale  |
| -------------------- | ------------------- | ------------------------------ | ------------------------------ | ------- |
| Haukar Hafnarfjördur | Kyndil Torshavn     | Hafnarfjörður, 18 ottobre 1980 | Hafnarfjörður, 19 ottobre 1980 | 53 - 34 |
| Haukar Hafnarfjördur | Kyndil Torshavn     | 30 - 15                        | 23 - 19                        | 53 - 34 |
| Pallamano Rimini     | FC Porto            | Rimini                         | Porto, 15 ottobre 1980         | 42 - 47 |
| Pallamano Rimini     | FC Porto            | 19 - 25                        | 23 - 22                        | 42 - 47 |
| HC Minaur Baia Mare  | Hapoel Rehovot      | Baia Mare                      | Rehovot                        | 54 - 34 |
| HC Minaur Baia Mare  | Hapoel Rehovot      | 27 - 15                        | 27 - 19                        | 54 - 34 |
| KV Sasja HC Hoboken  | Helsingor IF        | Hoboken                        | Helsingør                      | 39 - 62 |
| KV Sasja HC Hoboken  | Helsingor IF        | 23 - 30                        | 16 - 32                        | 39 - 62 |
| CSKA Sofia           | ITU Istanbul        | Sofia                          | Istanbul, 13 ottobre 1980      | 47 - 23 |
| CSKA Sofia           | ITU Istanbul        | 23 - 13                        | 24 - 10                        | 47 - 23 |
| HV Sittardia         | HB Berchem          | Sittard, 12 ottobre 1980       | Berchem                        | 50 - 36 |
| HV Sittardia         | HB Berchem          | 30 - 13                        | 20 - 23                        | 50 - 36 |
| Sparta Helsinki      | SK Rapp             | Helsinki                       | Trondheim                      | 33 - 38 |
| Sparta Helsinki      | SK Rapp             | 15 - 14                        | 18 - 24                        | 33 - 38 |
| VZS Košice           | Burevestnik Tbilisi | Košice, 9 ottobre 1980         | Tbilisi                        | 43 - 48 |
| VZS Košice           | Burevestnik Tbilisi | 21 - 23                        | 22 - 25                        | 43 - 48 |
| USM Gagny            | BM Atletico Madrid  | Gagny, 11 ottobre 1980         | Madrid, 18 ottobre 1980        | 30 - 51 |
| USM Gagny            | BM Atletico Madrid  | 17 - 21                        | 13 - 30                        | 30 - 51 |
| UHK Krems            | HC Empor Rostock    | Krems                          | Rostock, 9 ottobre 1980        | 20 - 42 |
| UHK Krems            | HC Empor Rostock    | 6 - 22                         | 14 - 20                        | 20 - 42 |

### Ottavi di finale
| Squadra 1             | Squadra 2               | Andata                         | Ritorno                     | Totale  |
| --------------------- | ----------------------- | ------------------------------ | --------------------------- | ------- |
| Haukar Hafnarfjördur  | TUS Nettlestedt Lubecca | Hafnarfjörður, 2 dicembre 1980 | Lubecca, 14 dicembre 1980   | 30 - 38 |
| Haukar Hafnarfjördur  | TUS Nettlestedt Lubecca | 18 - 21                        | 12 - 17                     | 30 - 38 |
| CB Calpisa Alicante   | FC Porto                | Alicante, 6 dicembre 1980      | Porto, 13 dicembre 1980     | 56 - 42 |
| CB Calpisa Alicante   | FC Porto                | 32 - 18                        | 24 - 24                     | 56 - 42 |
| HC Minaur Baia Mare * | Helsingor IF            | -                              | -                           | -       |
| HC Minaur Baia Mare * | Helsingor IF            | -                              | -                           | -       |
| CSKA Sofia            | HV Sittardia            | Sofia                          | Sittard                     | 47 - 34 |
| CSKA Sofia            | HV Sittardia            | 23 - 13                        | 24 - 21                     | 47 - 34 |
| HK Drott Halmstad     | Elektromos Budapest     | Halmstad, 7 dicembre 1980      | Budapest, 14 dicembre 1980  | 42 - 45 |
| HK Drott Halmstad     | Elektromos Budapest     | 23 - 20                        | 19 - 25                     | 42 - 45 |
| Metaloplastika Sabac  | SK Rapp Trondheim       | Šabac, 6 dicembre 1980         | Trondheim, 14 dicembre 1980 | 63 - 39 |
| Metaloplastika Sabac  | SK Rapp Trondheim       | 34 - 19                        | 29 - 20                     | 63 - 39 |
| Atletico Madrid       | Burevestnik Tbilisi     | Madrid, 7 dicembre 1980        | Tbilisi, 15 dicembre 1980   | 49 - 43 |
| Atletico Madrid       | Burevestnik Tbilisi     | 30 - 21                        | 19 - 22                     | 49 - 43 |
| St. Otmar St. Gallo   | H.C. Empor Rostock      | San Gallo, 6 dicembre 1980     | Rostock, 13 dicembre 1980   | 28 - 37 |
| St. Otmar St. Gallo   | H.C. Empor Rostock      | 17 - 17                        | 11 - 20                     | 28 - 37 |

- La gara tra HC Minaur Baia Mare e Helsingor IF non fu disputata per squalifica del club danese.

### Quarti di finale
| Squadra 1               | Squadra 2            | Andata                 | Ritorno                   | Totale  |
| ----------------------- | -------------------- | ---------------------- | ------------------------- | ------- |
| TUS Nettlestedt Lubecca | CB Calpisa Alicante  | Lubecca                | Alicante                  | 47 - 36 |
| TUS Nettlestedt Lubecca | CB Calpisa Alicante  | 27 - 16                | 20 - 20                   | 47 - 36 |
| HC Minaur Baia Mare     | CSKA Sofia           | Baia Mare              | Sofia                     | 37 - 35 |
| HC Minaur Baia Mare     | CSKA Sofia           | 20 - 12                | 17 - 23                   | 37 - 35 |
| RK Metaloplastika Sabac | Budapesti Elektromos | Šabac, 15 gennaio 1981 | Budapest, 23 gennaio 1981 | 46 - 38 |
| RK Metaloplastika Sabac | Budapesti Elektromos | 26 - 22                | 20 - 16                   | 46 - 38 |
| BM Atletico Madrid      | HC Empor Rostock     | Madrid                 | Rostock, 25 gennaio 1981  | 36 - 39 |
| BM Atletico Madrid      | HC Empor Rostock     | 20 - 20                | 16 - 19                   | 36 - 39 |

### Semifinali
| Squadra 1               | Squadra 2           | Andata               | Ritorno                | Totale  |
| ----------------------- | ------------------- | -------------------- | ---------------------- | ------- |
| TUS Nettlestedt Lubecca | HC Minaur Baia Mare | Lubecca              | Baia Mare              | 43 - 40 |
| TUS Nettlestedt Lubecca | HC Minaur Baia Mare | 23 - 16              | 20 - 24                | 43 - 40 |
| RK Metaloplastika Sabac | HC Empor Rostock    | Šabac, 21 marzo 1981 | Rostock, 29 marzo 1981 | 33 - 34 |
| RK Metaloplastika Sabac | HC Empor Rostock    | 17 - 11              | 16 - 23                | 33 - 34 |

### Finale
| Squadra 1               | Squadra 2        | Andata                  | Ritorno                 | Totale  |
| ----------------------- | ---------------- | ----------------------- | ----------------------- | ------- |
| TUS Nettlestedt Lubecca | HC Empor Rostock | Lubecca, 19 aprile 1981 | Rostock, 26 aprile 1981 | 33 - 32 |
| TUS Nettlestedt Lubecca | HC Empor Rostock | 17 - 14                 | 16 - 18                 | 33 - 32 |

## Campioni
| Vincitore della Coppa delle Coppe 1980-1981 |
| ------------------------------------------- |
| TUS Nettlestedt Lubecca 1º titolo           |